# Mattia Drudi
Mattia Drudi (Rimini, 16 luglio 1998) è un pilota automobilistico italiano che corre con la licenza di San Marino, dal 2024 è pilota ufficiale Aston Martin con cui ha vinto la 24 Ore di Spa 2024.
In precedenza è stato pilota ufficiale Audi dal 2018 al 2023, con cui ha vinto il Campionato Italiano GT nel 2019 e il GT World Challenge Europe Sprint Cup nel 2023.

## Carriera

### Gli Inizi in Kart e monoposto
Mattia Drudi debutta nel 2005 sui kart dove correrà fino al 2013 . Nel 2014 passa al Campionato italiano di Formula 4 correndo per F&M e classificandosi in seconda posizione dietro Lance Stroll in campionato con un totale di 237 punti, facendo due pole position, ottenendo 5 podi e vincendo cinque gare. L'anno segunete partecipa anche al Campionato ADAC di Formula 4 con il team SMG Swiss Motorsport Group, ottenendo un solo podio alla prima gara e finendo la stagione 14° con 48 punti.

### Porsche Carrera Cup Italia / Supercup
Dal 2015, Drudi passa alle vetture a ruote coperte partecipando al intero campionato della Porsche Carrera Cup Italia con il team Dinamic Motorsport. Nella sua prima stagione ottiene una vittoria e altri sette podi che gli valgono il terzo posto in classifica con 145 punti conquistati. Nel 2016 il pilota di Rimini si dedica totalmente alle corse GT, si iscrive per un secondo anno alla Carrera Cup, dove ottiene nove vittorie in ventuno corse e diventa vice-campione della serie dietro al francese Côme Ledogar.
In questi due anni Drudi ha preso parte a sporadiche gare della Porsche Supercup, mentre nel 2017 decide di correre l'intera stagione della serie monomarca della Porsche, sempre con il team Dinamic Motorsport. Il pilota italiano ottiene due podi e chiude sesto in classifica. L'anno seguente migliora il suo risultato chiudendo quinto in classifica con quattro podi conquistati.
Sempre nel 2018, pur correndo nella Porsche Supercup, viene convocato dall'Audi Sport Italia per correre quattro gare nel Campionato Italiano Gran Turismo con l'Audi R8 LMS. Drudi, con la nuova vettura, si dimostra subito competitivo conquistando la vittoria a Monza. Sempre in quel anno partecipa alle sue prime corse con i prototipi, Drudi corre nella classe LMP3 della European Le Mans Series con il team EuroInternational. A bordo della Ligier JS P3, conquistando alla sua prima apparizione la pole position e il giro veloce.

### Pilota ufficiale Audi
Nel 2019 Mattia Drudi inizia a correre per Attempto Racing nel GT World Challenge Europe sempre con un’Audi R8 LMS GT3, finendo quarto in campionato nella classe Silver Cup con 143 punti, ottenendo 6 podi (di cui una vittoria al Nürburgring) e 5 pole position. Nello stesso anno fa due apparizioni nel VLN con il team PROsport-Performance GmbH e vincendo anche una gara al Nordschleife a bordo di una Porsche Cayman.
A marzo del 2020 Drudi partecipa ai rookie test della Formula E che si svolgono a Marrakech con Audi a bordo della E-tron FE06 insieme a Kelvin van der Linde.
In questa stagione corre nella classe GT3 Pro per Audi Sport Italia, in squadra con Riccardo Agostini e Daniel Macinelli, nel Campionato Italiano Gran Turismo ottenendo 1 podio 1 vittoria nel campionato endurance arrivando così quarto in campionato, e 2 podi 1 vittorie in quello sprint arrivando ottavo in campionato.
Inoltre nel GT World Challenge Europe sale nella classe Pro Cup ottenendo però solamente un secondo posto alla 24h di Spa e un terzo posto a Misano, arrivando sedicesimo nella classifica finale.

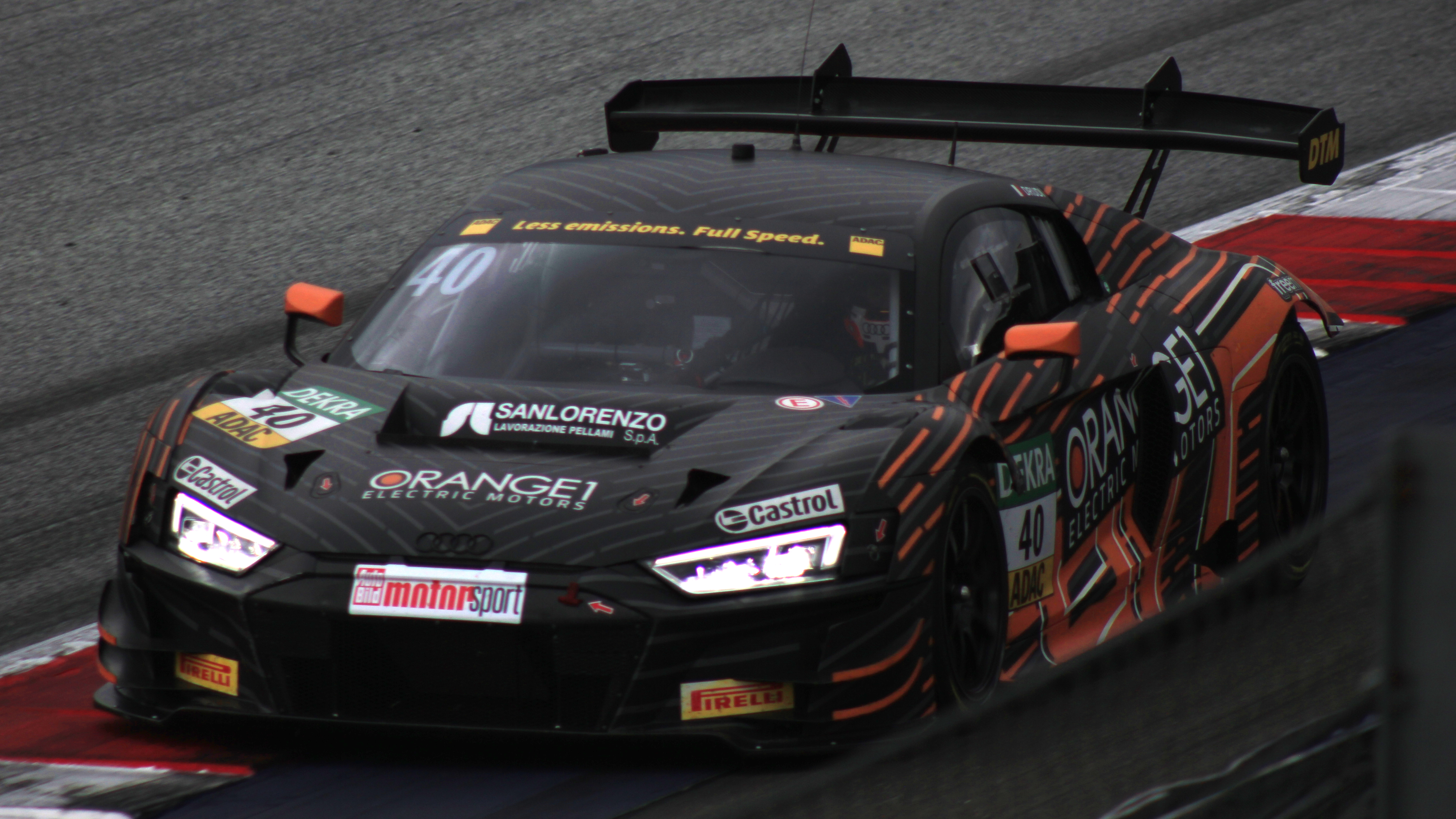
Mattia Drudi nel 2023 con l'Audi R8 LMS Evo

Nel 2021 continua a gareggiare con il team Attempto Racing nel GT World Challenge Europe, senza però ottenere risultati importanti. I risultati arrivano invece nel Campionato Italiano Gran Turismo con 3 vittorie, che lo porteranno ad arrivare primo nella classifica finale endurance, ottenendo così il suo primo titolo in un campionato GT3.
Nella stagione 2022 Drudi nel GTWCE passa al team Tresor by Car Collection al fianco di Luca Ghiotto, non ottenendo però nessun podio ma aiutando la squadra, insieme agli altri equipaggi, ad aggiudicarsi un quarto posto alla stagione di debutto della squadra. La stagione seguente, Drudi rimane legato al team Tresor Orange1 partecipando sia al GTWCE e sia al DTM. Nella serie tedesca non ottiene grandi risultati ma, in coppia con Ricardo Feller riesce a vincere la Sprint Cup del GTWCE. 
Nel dicembre del 2023, Drudi annuncia l'addio al'Audi dopo cinque anni.

### Pilota ufficiale Aston Martin
Dal 2024, Drudi diventa pilota ufficiale della Aston Martin GT. In quel anno prende parte con l'Aston Martin Vantage AMR GT3 Evo al GTWCE correndo al fianco di Marco Sørensen e Nicki Thiim. L'equipaggio ottiene la prestigiosa vittoria nella 24 Ore di Spa 2024 davanti alla Ferrari 296 GT3 di Pier Guidi, Rigon e Rovera.

## Palmarès
- 1  24 Ore di Spa: (2024)

## Risultati

### Riassunto della carriera
| Stagione | Serie                                   | Team                       | Gare         | Vittorie     | Pole         | G/V          | Podi         | Punti        | Pos          |
| -------- | --------------------------------------- | -------------------------- | ------------ | ------------ | ------------ | ------------ | ------------ | ------------ | ------------ |
| 2014     | Formula 4 italiana                      | F&M                        | 21           | 5            | 2            | 5            | 5            | 237          | 2°           |
| 2015     | Porsche Supercup                        | Dinamic Motorsport         | 2            | 0            | 0            | 0            | 0            | 0            | NC           |
| 2015     | Porsche Carrera Cup Italia              | Dinamic Motorsport         | 13           | 1            | 0            | 1            | 8            | 145          | 3°           |
| 2015     | Formula 4 ADAC                          | SMG Swiss Motorsport Group | 7            | 0            | 0            | 0            | 1            | 48           | 14°          |
| 2016     | Porsche Carrera Cup Italia              | Dinamic Motorsport         | 21           | 9            | 8            | 6            | 7            | 208          | 2°           |
| 2016     | Porsche Supercup                        | Dinamic Motorsport         | 3            | 0            | 0            | 1            | 1            | 0            | NC           |
| 2017     | Porsche Carrera Cup Italia              | Dinamic Motorsport         | 2            | 1            | 0            | 2            | 1            | 33           | 13°          |
| 2017     | Porsche Supercup                        | Dinamic Motorsport         | 11           | 0            | 0            | 0            | 2            | 91           | 6°           |
| 2018     | Campionato Italiano GT - Endurance      | Audi Sport Italia          | 4            | 1            | 0            | 0            | 1            | 46           | 11°          |
| 2018     | European Le Mans Series                 | EuroInternational          | 2            | 0            | 1            | 1            | 0            | 2,25         | 30°          |
| 2018     | Porsche Supercup                        | Dinamic Motorsport         | 10           | 0            | 0            | 0            | 4            | 109          | 5°           |
| 2019     | GT World Challenge Europe - Silver Cup  | Attempto Racing            | 15           | 1            | 5            | /            | 6            | 143          | 4°           |
| 2019     | Nürburgring Endurance Series - V5 Class | PROsport-Performance GmbH  | 2            | 1            | 0            | 0            | 0            | 11,93        | 19°          |
| 2019     | Campionato Italiano GT - Sprint         | Audi Sport Italia          | 2            | 0            | 1            | 0            | 1            | 12           | 10°          |
| 2019     | ADAC GT Master                          | EFP Car Collection by TECE | 12           | 0            | 0            | 0            | 0            | 19           | 27°          |
| 2019-20  | Formula E                               | Audi Sport ABT Schaeffler  | Collaudatore | Collaudatore | Collaudatore | Collaudatore | Collaudatore | Collaudatore | Collaudatore |
| 2020     | 24H Series                              | Attempto Racing            | 1            | 0            | 0            | 0            | 0            | 16           | 10°          |
| 2020     | Campionato Italiano GT - Endurance      | Audi Sport Italia          | 3            | 1            | 1            | 0            | 1            | 35           | 4°           |
| 2020     | GT World Challenge Europe - Pro Cup     | Attempto Racing            | 14           | 0            | 1            | 0            | 2            | 51           | 16°          |
| 2020     | Nürburgring Endurance Series            | Audi Sport Team            | 4            | 1            | 0            | 0            | 0            | 25,67        | 7°           |
| 2020     | 12h di Bathrust                         | Audi Sport Team Valvoline  | 1            | 0            | 0            | 0            | 0            | 0            | 11°          |
| 2021     | European Le Mans Series                 | EuroInternational          | 1            | 0            | 0            | 0            | 0            | 4            | 35°          |
| 2021     | Campionato Italiano GT - Endurance      | Audi Sport Italia          | 4            | 3            | 0            | 0            | 0            | 30           | 1°           |
| 2021     | GT World Challenge Europe - Pro Cup     | Attempto Racing            | 13           | 0            | 0            | 0            | 0            | 13,5         | 43°          |
| 2022     | GT World Challenge Europe - Pro Cup     | Tresor by Car Collection   | 15           | 0            | 0            | 0            | 0            | 34           | 28°          |
| 2022     | ADAC GT Masters                         | Car Collection Motorsport  | 14           | 0            | 0            | 0            | 1            | 51           | 23°          |
| 2023     | Deutsche Tourenwagen Masters            | Tresor Orange1             | 16           | 0            | 0            | 0            | 0            | 13           | 26°          |
| 2023     | GT World Challenge Europe Endurance Cup | Tresor Orange1             | 5            | 0            | 0            | 0            | 1            | 47           | 5°           |
| 2023     | GT World Challenge Europe Sprint Cup    | Tresor Orange1             | 10           | 4            | 1            | 1            | 7            | 109.5        | 1°           |

### Risultati GT World Challenge Europe
| Anno | Serie         | Team                      | Co-piloti                                      | Vettura                          | Classe | Punti | Pos. |
| ---- | ------------- | ------------------------- | ---------------------------------------------- | -------------------------------- | ------ | ----- | ---- |
| 2019 | Endurance Cup | Attempto Racing           | Steijn Schothorst Milan Dontje                 | Audi R8 LMS Evo                  | Silver | 46    | 6°   |
| 2019 | Sprint Cup    | Attempto Racing           | Steijn Schothorst Milan Dontje                 | Audi R8 LMS Evo                  | Silver | 97    | 3°   |
| 2020 | Endurance Cup | Attempto Racing           | Tommaso Mosca Frédéric Vervisch                | Audi R8 LMS Evo                  | Pro    | 26    | 12°  |
| 2020 | Sprint Cup    | Attempto Racing           | Tommaso Mosca Frédéric Vervisch                | Audi R8 LMS Evo                  | Pro    | 25    | 11°  |
| 2021 | Endurance Cup | Attempto Racing           | Christopher Mies Steijn Schothorst             | Audi R8 LMS Evo                  | Pro    | 7     | 25°  |
| 2021 | Sprint Cup    | Attempto Racing           | Christopher Mies Steijn Schothorst             | Audi R8 LMS Evo                  | Pro    | 6,5   | 25°  |
| 2022 | Endurance Cup | Tresor con Car Collection | Luca Ghiotto Christopher Haase Lorenzo Patrese | Audi R8 LMS Evo II               | Pro    | 12    | 24°  |
| 2022 | Sprint Cup    | Tresor con Car Collection | Luca Ghiotto Christopher Haase Lorenzo Patrese | Audi R8 LMS Evo II               | Pro    | 22    | 10°  |
| 2023 | Endurance Cup | Tresor Orange1            | Ricardo Feller Dennis Marschall                | Audi R8 LMS Evo II               | Pro    | 47    | 5°   |
| 2023 | Sprint Cup    | Tresor Orange1            | Ricardo Feller Dennis Marschall                | Audi R8 LMS Evo II               | Pro    | 109.5 | 1°   |
| 2024 | Endurance Cup | Comtoyou Racing           | Marco Sørensen Nicki Thiim                     | Aston Martin Vantage AMR GT3 Evo | Pro    | 46*   |      |
| 2024 | Sprint Cup    | Comtoyou Racing           | Nicolas Baert                                  | Aston Martin Vantage AMR GT3 Evo | Pro    | 0,5   |      |

### Risultati 24 Ore del Nürburgring
| Anno | Team                                         | Co-piloti                                         | Vettura                      | Classe  | Giri | Pos. | Class pos. |
| ---- | -------------------------------------------- | ------------------------------------------------- | ---------------------------- | ------- | ---- | ---- | ---------- |
| 2020 | Audi Sport Team Land                         | Kelvin van der Linde Christopher Mies René Rast   | Audi R8 LMS Evo              | SP9 Pro | 85   | 6°   | 6°         |
| 2021 | Audi Sport Team Phoenix                      | Robin Frijns Frank Stippler Dries Vanthoor        | Audi R8 LMS Evo              | SP9     | 17   | Rit  | Rit        |
| 2022 | Audi Sport Team Lionspeed con Car Collection | Patrick Kolb Christopher Mies Patric Niederhauser | Audi R8 LMS Evo II           | SP9 Pro | 80   | Rit  | Rit        |
| 2023 | Audi Sport Team Scherer PHX                  | Ricardo Feller Dennis Lind Frédéric Vervisch      | Audi R8 LMS Evo II           | SP9 Pro | 159  | 6°   | 6°         |
| 2025 | Walkenhorst Motorsport                       | Christian Krognes Nicki Thiim David Pittard       | Aston Martin Vantage AMR GTE | SP9 Pro | 72   | Rit  | Rit        |

### Risultati completi DTM
(legenda) (Le gare in grassetto indicano la pole position) (Le gare in corsivo indicano Gpv)
| Anno | Team           | Vettura         | 1   | 2   | 3   | 4   | 5   | 6   | 7   | 8   | 9   | 10  | 11  | 12  | 13  | 14  | 15  | 16  | Punti | Pos. |
| ---- | -------------- | --------------- | --- | --- | --- | --- | --- | --- | --- | --- | --- | --- | --- | --- | --- | --- | --- | --- | ----- | ---- |
| 2023 | Tresor Orange1 | Audi R8 LMS Evo | OSC | OSC | ZAN | ZAN | NOR | NOR | NÜR | NÜR | LAU | LAU | SAC | SAC | RBR | RBR | HOC | HOC | 12    | 26°  |
| 2023 | Tresor Orange1 | Audi R8 LMS Evo | Rit | Rit | 18  | SQ  | 14  | Rit | 11  | 11  | Rit | Rit | Rit | Rit | 16  | Rit | 16  | 20  | 12    | 26°  |

### Risultati nel WEC
| Anno    | Squadra              | Classe | Vettura                      | QAT | IMO | SPA | LMS | SÃO | COA | FUJ | BHR | Punti | Pos. |
| ------- | -------------------- | ------ | ---------------------------- | --- | --- | --- | --- | --- | --- | --- | --- | ----- | ---- |
| 2025    | Heart of Racing Team | LMGT3  | Aston Martin Vantage GT3 Evo | 6   | Rit | 5   | 4   |     |     |     |     | 47*   |      |
| Legenda |                      |        |                              |     |     |     |     |     |     |     |     |       |      |

* Stagione in corso.

### Risultati 24 Ore di Le Mans
| Anno | Team                 | Co-Pilota                   | Vettura                      | Classe | Giri | Pos. | Class Pos. |
| ---- | -------------------- | --------------------------- | ---------------------------- | ------ | ---- | ---- | ---------- |
| 2025 | Heart of Racing Team | Ian James Zacharie Robichon | Aston Martin Vantage AMR GTE | GT3    | 341  | 36°  | 4°         |